# غريغ هال (مخرج)
غريغ هال (بالإنجليزية: Greg Hall)‏ هو مخرج بريطاني، ولد في 30 يونيو 1980 في لندن في المملكة المتحدة.

## وصلات خارجية
- غريغ هال على موقع IMDb (الإنجليزية)
- غريغ هال على موقع ألو سيني (الفرنسية)
- غريغ هال على موقع أول موفي (الإنجليزية)
- غريغ هال على موقع قاعدة بيانات الفيلم (الإنجليزية)
- غريغ هال على موقع كينوبويسك (الروسية)